# Sepsis sternopleuralis
Sepsis sternopleuralis är en tvåvingeart som beskrevs av Oswald Duda 1926. Sepsis sternopleuralis ingår i släktet Sepsis och familjen svängflugor. Inga underarter finns listade i Catalogue of Life.